# Werner Heißel
Werner Heißel (auch Heissel; * 11. September 1908 in Weiz, Steiermark; † 19. Januar 1994) war ein österreichischer  Geologe und Professor an der Universität Innsbruck. 
Nach dem Abitur 1926 in Kufstein studierte er zunächst Geographie und Biologie und dann Geologie an der Universität Innsbruck mit der Promotion 1931 bei Raimund von Klebelsberg (Quartärgeologie des Inntales). Als Assistent von Klebelsberg kartierte er in den Dolomiten in Südtirol (Blatt Villnöß-Gröden-Schlern-Rosengarten). 1934 wurde er auswärtiges Mitglied der Geologischen Reichsanstalt und kartierte in den Vilser Alpen und im Steinernen Meer. Dabei wurde er zum Experten für die Nördlichen Kalkalpen. 1938 wurde er volles Mitglied der Geologischen Bundesanstalt und kartierte in der Grauwackenzone. Im Zweiten Weltkrieg war er in der Organisation Todt in Norwegen und Nord-Russland und später in Österreich im Rahmen der Unter-Tage-Verlegung von Industriebetrieben. Nach Kriegsgefangenschaft von 1944 bis 1946 war er als angewandter Geologe tätig (Prospektion von Industriemineralen, Gutachten für Kraftwerksbauten) und ab 1948 wieder an der Geologischen Bundesanstalt. 1958 wurde er ordentlicher Professor für Geologie und Paläontologie in Innsbruck.
Er befasste sich besonders mit den Nördlichen Kalkalpen, der Salzburger Grauwackenzone, den Dolomiten und dem unteren Inn-Tal.

## Schriften
- Südtiroler Dolomiten. Sammlung Geologischer Führer 71, Borntraeger 1982
- Zur Tektonik der nördlichen Kalkalpen. In: Mitt. Geol. Ges. Wien. Band 50, 1958, S. 95–132
- Die Alpen. In: Geologie in Stichworten. Hirt 1963